# Sommet de l'OTAN de 2012
Pour un article plus général, voir Sommet de l'OTAN.
Le sommet de l'OTAN Chicago 2012 est le 26e sommet de l'OTAN, conférence diplomatique réunissant dans la ville de Chicago, aux États-Unis, les 20 et 21 mai 2012, les chefs d'État et de gouvernement des pays membres de l'Organisation du traité de l'Atlantique nord.

## Contenu du sommet
Lors de ce sommet, "les dirigeants des pays de l’OTAN présentent une stratégie visant à parachever le transfert de la responsabilité de la sécurité aux forces afghanes avant la fin 2014 et s’engagent à accomplir après 2014 une mission qui consistera à former, à conseiller et à aider les forces afghanes. Les débats sur l’Afghanistan réunissent à Chicago plus de 60 pays et organisations. La revue de la posture de dissuasion et de défense est approuvée, et un paquet défense ainsi que de nouvelles lignes directrices sur la lutte contre le terrorisme sont adoptés. Une capacité intérimaire de défense antimissile balistique est déclarée, et des initiatives sont prises dans d’autres domaines capacitaires clés (renseignement, surveillance et reconnaissance, police du ciel). L’engagement est pris de poursuivre la sécurité coopérative et d’interagir avec les partenaires mondiaux, ainsi qu’avec les pays qui aspirent à devenir membres de l’Alliance."
La déclaration du sommet de Chicago comporte 64 points et aborde entre autres, les sujets suivants.

### Point sur les missions actuelles

#### Actions en Afghanistan
Le sommet réaffirme le retrait d'Afghanistan des forces de l'ISAF, (sur place depuis 2001), qui sera effectif d'ici fin 2014 "lorsque les autorités afghanes auront la responsabilité totale de la sécurité". L'alliance apportera cependant toujours un "solide soutien politique et pratique à long terme" et n'exclut pas la création d'une nouvelle mission après 2014 de formation et de conseil des forces Afghanes.

#### Actions au Kosovo
L'alliance confirme son soutien à la mission KFOR ayant lieu au Kosovo, qui continuera de s'exercer en coopération avec la mission européenne EULEX. Elle s'engage à maintenir une "capacité robuste et crédible" afin que la mission puisse remplir ses objectifs et n'envisagea une réduction des effectifs que lorsque "la situation de sécurité le permettra".

### Coopération avec les Organisations Internationales

#### Avec l'ONU
L'OTAN "renforce [son] dialogue politique et [sa] coopération pratique" avec l'ONU, dans la continuité des annonces de 2008 et du sommet de Lisbonne en 2010.

#### Avec l'Union Européenne
L'OTAN et l'UE sont étroitement reliés stratégiquement, et tendent à renforcer leurs coopérations pratique, notamment en gestion de crise. La coopération politique s'exerce également de par les préoccupations des pays alliés non membres de  l'Union Européenne, en travaillant notamment sur le concept de smart defense sur des capacités clés : ravitaillement en vol, soutien médical, surveillance maritime et formation.

#### Avec l'OSCE
L'OTAN prévoit de continuer de collaborer avec l'OSCE, sur le plan politique et opérationnel "dans des domaines tels que la prévention et la résolution des conflits, le relèvement postconflit et la réponse aux nouvelles menaces de sécurité."

### Élargissement de l'Alliance
"Conformément à l'article 10 du Traité de Washington, la porte de l'OTAN restera ouverte à toutes les démocraties européennes qui partagent les valeurs de notre Alliance, qui sont désireuses et capables d'assumer les responsabilités et les obligations liées au statut de membre."

#### Macédoine
L'OTAN réitère, comme depuis le sommet de Bucarest en 2008, l'invitation faite à la Macédoine de rejoindre l'alliance, quand une décision aura été prise quant à la reconnaissance de son nom par tous les Alliés (la Turquie ne reconnaissant la Macédoine que sous son nom constitutionnel "ex-République yougoslave de Macédoine".)

#### Monténégro
L'OTAN salue les progrès fait par le Monténégro, tant politiques, économiques que de défenses. Le Monténégro à encore des progrès à réaliser mais l'OTAN "[suis] activement les progrès du Monténégro sur la voie de l'adhésion".

#### Bosnie-Herzégovine
l'OTAN "[invite] instamment [la] Bosnie-Herzégovine à poursuivre [ses] efforts" afin d'entamer les procédures d'intégration et continuera de suivre l'évolution de celles-ci.

#### Géorgie
L'OTAN réaffirme que, dans le cadre du sommet de Bucarest en 2008, l'adhésion de la Géorgie est acceptée. L'OTAN a prévu de "resserrer les liens existant entre la Géorgie".

#### Serbie
L'OTAN continue de soutenir l'intégration euro-atlantique de la Serbie.

#### Ukraine
L'OTAN rappelle qu'il est prêt à prendre les mesure adéquat en vue d'une intégration de l'Ukraine à l'alliance, qui n'est somme toute pas abordée telle que cela.

### Relations avec la Russie
L'OTAN reste déterminée à instaurer, avec la Russie, une paix durable et inclusive dans la zone euro‑atlantique en souhaitant un "un véritable partenariat stratégique" entre les deux parties. 
"Il convient d'améliorer la confiance, la transparence réciproque et la prévisibilité pour réaliser pleinement le potentiel du Conseil OTAN-Russie", notamment sur le déploiement militaire à proximité des frontières de l'Alliance, comme en Géorgie, où l'OTAN demande à la Russie de "remplir les engagements" pris en 2008.
L'OTAN continue de collaborer, malgré les divergences d'intérêt avec la Russie, notamment sur les questions Afghanes et le terrorisme.

### Cyberdéfense
L'OTAN observe les cyberattaques augmenter en nombre et en sophistication. Elle sengage "à fournir les ressources et à mener à bien les réformes nécessaires pour mettre en place une capacité centralisée de cyberprotection pour tous les organismes de l'OTAN" en "[recensant] et [en mettant] en place des capacités nationales de cyberdéfense".

### Capacités militaires
L'OTAN renouvelle sa vision de dissuasion nucléaire et conventionnelle, et publie dans le même temps une déclaration sur la défense séparée : « Les forces de l'OTAN à l'horizon 2020 ».

### Défense anti-missiles balistiques
"L'Alliance a atteint une capacité OTAN intérimaire de défense contre les missiles balistiques, son objectif reste de doter l'Alliance d'une capacité opérationnelle OTAN de défense contre les missiles balistiques qui soit à même d'assurer la couverture totale et la protection de l'ensemble des populations, du territoire et des forces des pays européens de l’OTAN"

## Dirigeants présents

### États membres
- Albanie - Premier ministre Sali Berisha
- Allemagne - Chancelière Angela Merkel
- Belgique - Premier ministre Elio Di Rupo
- Bulgarie - Président Rossen Plevneliev
- Canada - Premier ministre Stephen Harper
- Croatie - Président Zoran Milanović
- Danemark - Premier ministre Helle Thorning-Schmidt
- Espagne - Président du gouvernement Mariano Rajoy
- Estonie - Premier ministre Andrus Ansip
- États-Unis - Président Barack Obama
- France - Président François Hollande
- Grèce - Ministre des affaires étrangères Petros G. Molyviatis
- Hongrie - Premier ministre Viktor Orbán
- Islande - Premier ministre Jóhanna Sigurðardóttir
- Italie - Président du conseil des ministres Mario Monti
- Lettonie - Président Andris Bērziņš
- Lituanie - Présidente Dalia Grybauskaitė
- Luxembourg - Premier ministre Jean-Claude Juncker
- Norvège - Premier ministre Jens Stoltenberg
- Pays-Bas - Premier ministre Mark Rutte
- Pologne - Président Bronisław Komorowski
- Portugal - Premier ministre Pedro Passos Coelho
- République tchèque - Président Václav Klaus
- Roumanie - Président Traian Băsescu
- Royaume-Uni - Premier ministre David Cameron
- Slovaquie - Président Ivan Gašparovič
- Slovénie - Premier ministre Janez Janša
- Turquie - Président Abdullah Gül.

### Pays non-membres
- Afghanistan - Président Hamid Karzai
- Arménie - Président Serge Sargsian
- Australie - Premier ministre Julia Gillard
- Autriche - Président Heinz Fischer
- Azerbaïdjan - Président Ilham Aliev
- Bahreïn - Premier ministre Khalifa ben Salmane al-Khalifa
- Bosnie-Herzégovine - Présidents Bakir Izetbegović, Zeljko Komsic et Nebojsa Radmanovic
- Corée du Sud - Président Lee Myung-bak
- Salvador - Président Mauricio Funes
- Émirats arabes unis - Président Khalifa ben Zayed Al Nahyane
- Finlande - Président Sauli Niinistö
- Géorgie - Président Mikheil Saakachvili
- Irlande - Premier ministre Enda Kenny
- Japon - Premier ministre Yoshihiko Noda
- Jordanie - Premier ministre Fayez Tarawneh
- Kazakhstan - Président Nursultan Nazarbayev
- Kirghizistan - Président Almazbek Atambaev
- Macédoine - Premier ministre Nikola Gruevski
- Malaisie - Premier ministre Najib Razak
- Maroc - Ministre des Affaires étrangères et de la coopération Saâdeddine El Othmani
- Mongolie - Président Tsakhiagiyn Elbegdorj
- Monténégro - Premier ministre Igor Lukšić
- Nouvelle-Zélande - Premier ministre John Key
- ONU - Secrétaire général Ban Ki-moon
- Ouzbékistan - Président Islam Karimov
- Pakistan - Président Asif Ali Zardari
- Qatar - Premier ministre Hamad ben Jassim Al Thani
- Singapour - Premier ministre Lee Hsien Loong
- Suède - Premier ministre Fredrik Reinfeldt
- Suisse -
- Tadjikistan - Président Emomalii Rahmon
- Tonga - Premier ministre Lord Tuʻivakano
- Turkménistan - Président Gurbanguly Berdimuhamedov
- Ukraine - Président Viktor Ianoukovytch
- Union européenne - Président Herman Van Rompuy.